# CCS Speciality Cars
Die CCS Speciality Cars GmbH war ein deutscher Hersteller von Automobilen.

## Unternehmensgeschichte
Werner Simon gründete 1981 ein Autohaus in Hohenkammer, Herschenhofen 8. 1983 begann die Produktion von Trikes und 1990 die Produktion von Automobilen. Der Markenname lautete CCS. Etwa 2003 endete die Produktion. 2008 wurde das Unternehmen aus dem Handelsregister gelöscht.

## Fahrzeuge
Das Unternehmen fertigte ab 1983 Trikes. Die Zulassung erfolgte als offener Personenkraftwagen (Cabriolet). 1993 standen zwölf verschiedene Modelle im Angebot. Für den Antrieb sorgten überwiegend Vierzylinder-Boxermotoren mit wahlweise Luft- oder Wasserkühlung. Die Motorleistung betrug zwischen 34 und 140 PS. Die Fahrzeuge boten je nach Version Platz für eine bis drei Personen.
1990 folgte das erste vierrädrige Modell. Es basierte auf dem Pontiac Fiero. Ein leistungsstarker V8-Motor von General Motors trieb die Fahrzeuge an. Im Angebot standen auch Replikas von Ferrari- und Dino-Modellen.